# ۴ بره
۴ بره یک ستاره است که در صورت فلکی برج حمل قرار دارد.